# Coleobonzia lootsi
Coleobonzia lootsi är en spindeldjursart som först beskrevs av Den Heyer 1977.  Coleobonzia lootsi ingår i släktet Coleobonzia och familjen Cunaxidae. Inga underarter finns listade i Catalogue of Life.